# Institut für Lese- und Medienforschung
Das Institut für Lese- und Medienforschung wurde 2006 von der Stiftung Lesen in Mainz gegründet. Das Institut zeigt neue Themen und Trends im Bereich Lese- und Medienforschung auf und führt zahlreiche Untersuchungen und Evaluationen durch. Es untersucht auch grundlegende Fragen zu Mediennutzung, Lese- und Vorleseverhalten, Lesesozialisation und zahlreiche weitere Themenbereiche. Dabei handelt es sich entweder um selbst initiierte Forschungen – zum Teil gemeinsam mit Partnern – oder um Auftragsstudien. Seit 2009 bis zur Schließung des Instituts im Frühjahr 2025 leitete die Kommunikationswissenschaftlerin Simone Ehmig das Institut.

## Projekte des Instituts
- REACH: Wie erreicht und motiviert man leseferne Erwachsene?[3]
- MOVE: Motivation und Verbindlichkeit im Alltag von Erwachsenen mit Grundbildungsbedarf.[4]
- HEAL: Wie kann die Förderung von Gesundheit mit der Förderung von Lesen und Schreiben verbunden werden?[5]

## Vorlesestudien
In Kooperation mit der Wochenzeitung Die Zeit und der Deutschen Bahn Stiftung entstanden seit 2009 folgende Vorlesestudien:
- 2009: Warum Väter nicht vorlesen.
- 2010: Vorlesen und Erzählen in Familien mit Migrationshintergrund.
- 2011: Die Bedeutung des Vorlesens für die Entwicklung von Kindern.
- 2012: Digitale Angebote – neue Anreize für das Vorlesen?
- 2013: Neuvermessung der Vorleselandschaft.
- 2014: Vorlesen macht Familien stark.
- 2015: Vorlesen – Investition in Mitgefühl und solidarisches Handeln.
- 2016: Was wünschen sich Kinder?
- 2017: Vorlesen und Erzählen als sprachliche Impulse in den ersten Lebensjahren.
- 2018: Bedeutung von Vorlesen und Erzählen für das Lesenlernen. Regelmäßiges Vorlesen erleichtert Grundschülern das Lesenlernen.
- 2019: Vorlesen: mehr als Vor-lesen! Vorlesepraxis durch sprachanregende Aktivitäten in Familien vorbereiten und unterstützen.
- 2020: Wie wird Vorlesen im Alltag möglich? Eine Befragung von Eltern, die nicht oder selten vorlesen.
- 2021: Warum ist Vorlesen in Kitas so wichtig? Kitas als Schlüsselakteure in der Leseförderung.

## Publikationen (Auswahl)
- S. C. Ehmig: Lesekompetenz und Lesebegriff. In: Politik und Zeitgeschichte. 69(12), 2019, S. 23–28 (online).
- S. C. Ehmig: Frühe Sprach- und Leseförderung mit Medien. In: Medien + Erziehung. 57, 2013, S. 22–29.
- A. Wirth, S. C. Ehmig et al: Promising interactive functions in digital storybooks for young children. In: K. J. Rohlfing, C. Müller-Brauers (Hrsg.): International perspectives on digital media and early literacy. The impact of digital devices on learning, language acquisition and social interaction. Routledge, 2021, S. 105–121 (englisch)
- S. C. Ehmig, L. Heymann: Das berufliche Umfeld. Eine Studie der Stiftung Lesen zur Wahrnehmung von Beschäftigten mit Lese- und Schreibschwierigkeiten durch Vorgesetzte und Kolleg/inn/en. In: W. Riekmann, K. Buddeberg, A. Grotlüschen (Hrsg.): Das mitwissende Umfeld von Erwachsenen mit geringen Lese- und Schreibkompetenzen. Ergebnisse aus der Umfeldstudie. Waxmann, 2016, S. 179–198.